# Josef Brandl (Landrat)
Josef Brandl (* 1900; † 1974) war ein Kommunalpolitiker der CSU. Er war von 1950 bis 1970 Landrat im Landkreis Wolfstein.

## Werdegang
Der Sohn eines Landwirts wurde nach dem Tod von Landrat Nikolaus Madl 1950 zum Landrat des niederbayerischen Landkreises Wolfstein gewählt. Er war bis 1970 im Amt.
In seine Amtszeit fallen zahlreiche Maßnahmen zur Verbesserung der Lebensbedingungen in dem einstigen Notstandsgebiet. Er setzte sich dabei sowohl auf Bundes- als auch auf Landesebene vehement für den wirtschaftlich benachteiligten Landkreis ein. Er setzte sich auch für den Nationalpark Bayerischer Wald ein. Bereits 1955 schrieb er an den bayerischen Regierungsnaturschutzbeauftragten Eugen Eichhorn: „Die Errichtung eines Nationalparkes Böhmerwald wäre gewiß zu begrüßen ...“